# TV-teater i Sverige – Spelåret 1958/59

## Spelåret 1958/59. Den första TV-teaterensemblen
| Den första tv-teaterensemblen | Ensemblens medlemmar från vänster till höger: - Henrik Dyfverman, tv-teaterchef - Gunnel Broström - Hans Strååt - Nadja Witzansky - Ingvar Kjellson - Aino Taube - Erik Strandmark - Erik "Bullen" Berglund - Jan Malmsjö |

| Titel                                               | Datum      | Manus                         | Regissör         | I rollerna (urval)                              | Övrigt                                                          |
| --------------------------------------------------- | ---------- | ----------------------------- | ---------------- | ----------------------------------------------- | --------------------------------------------------------------- |
| Jeppson                                             | 1958-08-29 | Karl Ragnar Gierow            | Hans Abramson    | Erik Strandmark, Aino Taube m.fl.               | Komedi                                                          |
| Gå över gatan                                       | 1958-09-12 | Erik Müller                   | Bengt Lagerkvist | Gunnar Sjöberg, Elsa Carlsson m.fl.             | TV-komedi                                                       |
| En afton med Hjalmar Bergman: Avsked                | 1958-09-26 | Hjalmar Bergman               | Hans Dahlin      | Aino Taube, Ingvar Kjellson m.fl.               |                                                                 |
| En afton med Hjalmar Bergman: Döden som läromästare | 1958-09-26 | Hjalmar Bergman               | Hans Dahlin      | Jan Malmsjö, Nadja Witzansky m.fl.              |                                                                 |
| Läderlappen                                         | 1958-09-28 | Johann Strauss d.y.           | Göran Gentele    | Ingvar Wixell, Conny Söderström m.fl.           | Opera. Orig:titel: Die Fledermaus. Direkt från Stockholmsoperan |
| Skandalskolan                                       | 1958-10-10 | Richard Sheridan              | Hans Dahlin      | Hans Strååt, Gunnel Broström m.fl.              | Komedi. Orig:titel: The school for scandal                      |
| Milda makter                                        | 1958-10-24 | Antony Hopkins                | Bengt Peterson   | Ingvar Wixell, Sven Erik Vikström m.fl.         | Osannolik opera i en akt. Orig:titel: Three's company           |
| Maria Angelica                                      | 1958-10-31 | Lars-Levi Laestadius          | Bengt Lagerkvist | Erik Strandmark, Aino Taube m.fl.               | Ett lördagsdrama                                                |
| Rabies                                              | 1958-11-07 | Olle Hedberg                  | Ingmar Bergman   | Max von Sydow, Gunnel Lindblom m.fl.            | Pjäs                                                            |
| Hughie                                              | 1958-11-14 | Eugene O'Neill                | Bengt Ekeroth    | Bengt Eklund, Allan Edwall                      |                                                                 |
| Hemma klockan sju                                   | 1958-11-21 | R. C. Sherriff                | Jan Molander     | Ingvar Kjellson, Aino Taube m.fl.               | Kriminalpjäs. Orig:titel: Home at seven                         |
| En stormträta                                       | 1958-12-05 | Sigfrid Siwertz               | Hans Abramson    | Åke Fridell, Erik Strandmark                    | Situation                                                       |
| Oh, mein Papa                                       | 1958-12-12 | Erik Charell och Jürg Amstein | Josef Halfen     | Simon Edwardsen, Aino Taube m.fl.               | Sånglustspel. Orig:titel: Feuerwerk                             |
| Ett dockhem                                         | 1958-12-21 | Henrik Ibsen                  | Åke Falck        | Herman Ahlsell, Gun Arvidsson m.fl.             | Orig:titel: Et dukkehjem                                        |
| Midsommardröm i fattighuset                         | 1959-01-06 | Pär Lagerkvist                | Bengt Lagerkvist | Hans Stråt, Ingvar Kjellson m.fl.               | Skådespel                                                       |
| Himlaspelet                                         | 1959-01-13 | Rune Lindström                | Michael Meschke  | Marionettspel                                   | Sex dalmålningar                                                |
| Romeo och Julia i Östberlin                         | 1959-01-23 | Gerd Oelschlegel              | Åke Falck        | Sören Söderberg, Olof Widgren m.fl.             | Orig:titel: Romeo und Julia 1953                                |
| Den skalliga primadonnan                            | 1959-01-30 | Eugene Ionescu                | Hans Dahlin      | Ingvar Kjellson, Gunnel Broström m.fl.          | Antipjäs. Orig:titel: La cantatrice chauve                      |
| Pajazzo                                             | 1959-02-08 | Ruggiero Leoncavallo          | Bengt Peterson   | Kjerstin Dellert, Ragnar Ulfung m.fl.           | Opera                                                           |
| Det var en annan historia                           | 1959-02-23 | Arthur Watkyn                 | Jan Molander     | Aino Taube, Claes-Håkan Westergren m.fl.        | Komedi. Orig:titel: Not in the book                             |
| Fröken Julie                                        | 1959-02-27 | Birgit Cullberg               | Birgit Cullberg  | Elsa-Marianne von Rosen, Mario Mengarelli m.fl. | Balett i en akt efter August Strindbergs sorgespel              |
| Rum för ensam dam                                   | 1959-03-13 | Arvid Brenner                 | Hans Dahlin      | Gunnel Broström, Bengt Blomgren m.fl.           |                                                                 |
| Spatserkäppen                                       | 1959-03-30 | Michael Sayers                | Hans Abramson    | Ingvar Kjellson, Erik Berglund m.fl.            | Komedi för TV. Orig:titel: The walking stick                    |
| Lilith                                              | 1959-04-10 | Olle Holmberg                 | Josef Halfen     | Jan Malmsjö, Bibi Andersson m.fl.               | En romantisk komedi på vers och prosa                           |
| En skugga                                           | 1959-04-24 | Hjalmar Bergman               | Bengt Lagerkvist | Ingvar Kjellson, Aino Taube m.fl.               |                                                                 |
| Porträtt av jägare                                  | 1959-05-15 | Olle Mattson                  | Hans Abramson    | Hans Strååt, Aino Taube m.fl.                   | TV-pjäs                                                         |
| Stängda dörrar                                      | 1959-05-22 | Jean-Paul Sartre              | Alf Sjöberg      | Gertrud Fridh, Christina Lundqvist m.fl.        | En modern helvetesvision. Orig:titel: Huis clos                 |
| Tillbaka till Eden                                  | 1959-06-05 | Bertil Peterson               | Hans Dahlin      | Erik Strandmark, Gunnel Broström m.fl.          | Komedi för TV                                                   |
| Cinderella öppnar balen                             | 1959-06-26 | Lennart Arno                  | Bengt Lagerkvist | Erik Berglund, Jan Malmsjö m.fl.                | TV-pjäs                                                         |